# El Matí
El Matí était un quotidien catalan, publié à Barcelone entre le 24 mai 1929 et 19 juillet 1936.

## Description
Selon un de ses fondateurs Josep Maria Capdevila Balanzo, El Matí « était un journal catholique dans un pays catholique […]. Son christianisme est intellectuellement fondé sur les nouvelles idées scolaires de Louvain. Il s'intéresse à l'étude des problèmes sociaux, partisan d'un syndicalisme chrétien et s'implique dans la lutte pour la défense de la famille de la classe ouvrière en suivant les encycliques sociales des papes Léon XIII et Pie XI ».

## Historique
Ses fondateurs l'ont conçu comme un outil de diffusion des doctrines partagées par des personnes de différents partis politiques et pas nécessairement l'instrument d'un groupe ou d'un parti politique particulier, mais il finit par forger le noyau de la démocratie chrétienne. La première édition date du 24 mai 1929.
Le journal connaît une crise en 1934, lorsque la hiérarchie catholique expulse son directeur Josep Maria Capdevila qu'elle considère comme trop progressiste.
Lors de la guerre civile espagnole, le journal est saisi par les autorités républicaines en juillet 1936 qui confisquent les moyens de production pour imprimer Treball, le journal du Parti socialiste unifié de Catalogne, parti catalan appartenant au Komintern, fédéré avec le Parti communiste d'Espagne (PCE).